# Virginia Leith
Virginia Leith (Cleveland, 15 ottobre 1925 – Palm Springs, 4 novembre 2019) è stata un'attrice statunitense.

## Filmografia parziale

### Cinema
- Paura e desiderio (Fear and Desire), regia di Stanley Kubrick (1952)
- L'amante sconosciuto (Black Widow), regia di Nunnally Johnson (1954)
- La vergine della valle (White Feather), regia di Robert D. Webb (1955)
- Sabato tragico (Violent Saturday), regia di Richard Fleischer (1955)
- Giovani senza domani (A Kiss Before Dying), regia di Gerd Oswald (1956)
- Soli nell'infinito (Toward the Unknown), regia di Mervyn LeRoy (1956)
- Il cervello che non voleva morire (The Brain That Wouldn't Die), regia di Joseph Green (1962)

### Televisione
- The 20th Century-Fox Hour – serie TV, episodio 2x05 (1956)

## Doppiatrici italiane
- Micaela Giustiniani ne L'amante sconosciuto, La vergine della valle, Sabato tragico, Gli eroi della stratosfera
- Maria Pia Di Meo in Giovani senza domani
- Renata Marini in Soli nell'infinito
- Rosetta Calavetta ne Il cervello che non voleva morire
- Anna Miserocchi in Starsky & Hutch